# اس‌ان ۱۰۵۴
اس‌ان 1054 (انگلیسی: SN 1054) ابرنواختری است که برای اولین بار در ۱۰ ژوئیه ۱۰۵۴، برابر با ۱۹ تیر ۴۳۳ هجری شمسی، مشاهده شد، و تا قبل از ۱۲ آوریل ۱۰۵۶ میلادی، برابر با ۲۳ فروردین ۴۳۵ هجری شمسی، به مدت دو هفته در طول روز و پس از آن به مدت دو سال در طول شب قابل مشاهده بود.α
این رویداد در نجوم معاصر چین ثبت شده است و اشاراتی به آن در یک سند ژاپنی متأخر (قرن سیزدهم) و در سندی از اخترشناسی جهان اسلام نیز یافت می‌شود. علاوه بر این، تعدادی ارجاع پیشنهادی از منابع اروپایی ثبت شده در قرن پانزدهم، و همچنین تصویرنگاشتی مرتبط با فرهنگ مردمان باستانی پوئبلو در نزدیکی سایت پنیاسکو بلانکو در نیومکزیکو، ایالات متحده وجود دارد.
اهرام در کاهوکیا در غرب میانه ایالات متحده ممکن است در پاسخ به ظهور ابرنواختر در آسمان ساخته شده باشد.
در زمان وقوع این رویداد طغرل یکم، از امپراتوری سلجوقی، ملک رحیم از سلسله آل بویه، فرخزاد از غزنویان و قائم خلیفه عباسی بر قسمت‌های مختلف ایران حکمرانی می‌کردند. از مشاهیر برجسته آن زمان می‌توان به ناصرخسرو، موفق نیشابوری استاد خیام، ابراهیم زرقالی، عمیدالملک کندری وزیر دربار سلطان طغرل، ابوالفضل بیهقی، نظام‌الملک، حسن صباح و خیام نیشابوری اشاره کرد.